# Samson Mungai
Samson Kagia Mungai (11 ottobre 1984) è un ex maratoneta e fondista di corsa in montagna keniota.

## Biografia
Nel 2011 ha partecipato a varie gare di corsa in montagna in Austria; in seguito si è dedicato alla corsa su strada, principalmente alla maratona.

## Competizioni internazionali
2009
- 11º alla Mezza maratona di Nairobi ( Nairobi) - 1h03'14"

2010
- 36º alla Mezza maratona di Nairobi ( Nairobi) - 1h04'38"

2011
- 18º alla Maratona di Nairobi ( Nairobi) - 2h14'23"
- 6º alla Mezza maratona di Klagenfurt ( Klagenfurt am Wörthersee) - 1h05'06"

2012
- Bronzo alla Maratona di Graz ( Graz) - 2h14'24"
- 9º alla Maratona di Zurigo ( Zurigo) - 2h15'58"

2013
- Bronzo alla Maratona di Torino ( Torino) - 2h10'38"
- Bronzo alla Maratona di Zurigo ( Zurigo) - 2h10'41"

2014
- 4º alla Maratona di Torino ( Torino) - 2h11'46"
- Bronzo alla Maratona di Zurigo ( Zurigo) - 2h11'12"

2015
- 6º alla Maratona di Firenze ( Firenze) - 2h15'42"
- 4º alla Maratona di Linz ( Linz) - 2h13'54"

2017
- Argento alla ColleMar-athon ( Fano) - 2h24'58"
- 4º alla Maratona di Torino ( Torino) - 2h38'56"
- 6º alla Maratona di Sofia ( Sofia) - 2h23'09"
- 5º alla Mezza maratona di Telese Terme ( Telese Terme) - 1h06'28"

2018
- Argento alla Maratona di Palermo ( Palermo) - 2h26'48"